# Kopec (podcelek)
Kopec je geomorfologický podcelek Skorušinských vrchů. Nejvyšším vrcholem je Kopec s nadmořskou výškou 1251 m.

## Polohopis
Podcelek zabírá západní část pohoří a od zbytku Skorušinských vrchů ( Skorušina ) ho odděluje údolí Studeného potoka na severovýchodě. Západním směrem navazuje Oravská vrchovina a jižním směrem leží Podtatranská brázda a její podcelek Zuberská brázda. 

## Vybrané vrcholy
- Kopec (1251 m n. m.) - nejvyšší vrch podcelku
- Machy (1202 m n. m.)
- Blato (1138 m n. m.)
- Mnich (1110 m n. m.)
- Súšava (1077 m n. m.)

## Turismus
Hřebenem pohoří vede  červeně značený turistický chodník, který spojuje obce Malatiná a Oravský Biely Potok. Na hlavní trasu sa připojují chodníky z obcí v okolí, které zároveň nabízejí i ubytovací možnosti. Atraktivní jsou rozhledny, které nabízejí jedinečný výhled na Západní Tatry